# Балка (конструкція)

Статична балка під рівномірно розподіленим навантаженням

Ба́лка (від сер.-в.-нім. balke) — це конструктивний елемент у вигляді стрижня (бруса), який сприймає зовнішні навантаження й передає їх на опори. Найпоширенішим видом деформації балок є згин.
Згин може виникати під дією зовнішніх поперечних сил (зосереджених або розподілених по довжині балки) та моментів пар сил. Опорами балки можуть бути колони, підвіси, стіни.
Балки використовують у конструкціях будинків, мостів, естакад, машин, верстатів тощо.

## Види опор балок
За прийнятою класифікацією в опорі матеріалів розрізняють три типи опор:
- шарнірно-рухома, що накладає заборону на переміщення у певному напрямку (перпендикулярно до опорної поверхні); єдина опорна реакція діє у цьому ж напрямку; опора допускає переміщення вздовж опорної поверхні та поворот балки відносно закріпленої точки (шарніра);
- шарнірно-нерухома допускає лише поворот балки; реакція цієї опори має дві складові Rx та Ry ;
- жорстке затиснення виключає можливість переміщень та повороту балки. Реакції затиснення - Rx, Ry та реактивний момент MR.

Шарнірно-рухома опора
Шарнірно-нерухома опора
Жорстке затиснення

## Класифікація балок
У залежності від числа опор і способу закріплення розрізняють балки: однопрогінні, багатопрогінні, консольні, із затисненими кінцями, розрізні, нерозрізні тощо. Балка, що перекриває один прогін і має дві опори, називається розрізною. Балка без проміжних шарнірів, що перекриває декілька прогонів і має декілька опор, називається нерозрізною багатопрогінною (статично невизначуваною).
За формою поперечного перерізу розрізняють балки прямокутні, таврові, двотаврові, коробчасті та ін. Найвигідніші (за тримкістю і витратою матеріалу) форми поперечних перерізів балки, що характеризуються концентрацією матеріалу біля верхнього і нижнього країв перерізу, де діють максимальні нормальні навантаження при деформації згину. Прямокутні перерізи доцільні при відносно великій висоті і малій ширині балки. Балка може мати постійний або змінний за розміром поперечний переріз. Останнє дозволяє зменшити її масу.
За призначенням балки поділяють на основні (поздовжні, що перекривають прогін між опорами) і допоміжні (поперечні, що перекривають відстані між основними балками). Система поздовжніх і поперечних балок називається балковою клітиною.
Залізобетонні балки виготовляють монолітними і збірними. Монолітні балки конструюються в більшості випадків як багатопрогінні нерозрізні, зазвичай мають прямокутний або тавровий переріз. У збірному залізобетоні широко застосовують однопрогінні балки різних перерізів: прямокутного, таврового, двотаврового, пустотілого, П-подібного і т. д. Збірні багатопрогінні нерозрізні балки виконуються з декількох елементів, що сполучаються в процесі монтажу.
Набули поширення попередньо напружені залізобетонні балки.
Тримальні характеристики балки залежать від її низки параметрів:
- площі та форми її поперечного профілю;
- довжини балки;
- матеріалу балки;
- способу її закріплення.

## Застосування балок
У сучасних спорудах використовуються, як правило, сталеві, залізобетонні або дерев'яні балки. Одним із найпоширеніших типів поперечного профілю сталевої балки є двотавр. Двотаврові балки використовують при зведенні каркасів будівель і мостів. Також застосовують таврові балки, швелери, балки з порожнистим профілем (зокрема, труби), балки з кутовим профілем перерізу.
Металеві балки застосовують головним чином при великих навантаженнях. Найефективнішими є металеві балки двотаврового (прокатні і складені) і коробчастого (складені) перерізу. Складені балки можуть мати практично необмежену висоту і тримкість.
Дерев'яні балки служать зазвичай для перекриття невеликих прогонів у вигляді однопрогінних і розрізних конструкцій. Виконуються з дощок, брусів, колод; для збільшення тримкості конструкцій застосовують складені перерізи на шпонках, нагелях або клеєні.

## Види розрахунків
Розрахунок балки зазвичай проводять на міцність, жорсткість і стійкість за методиками опору матеріалів. Балки розраховують на навантаження: стале (від власної маси і маси конструкції, що спирається на неї) і тимчасове або корисне.
Визначення реакцій опор, згинальних моментів, поперечних сил і прогинів в статично визначних балках проводиться аналітично або графічно на основі рівнянь рівноваги. Статично невизначні нерозрізні балки розраховують зазвичай за допомогою тричленних рівнянь (рівняння трьох моментів) при жорстких опорах і п'ятичленних — для пружних опор.
Для розрахунку балок, що лежать на податливій (наприклад, ґрунтовій) основі, користуються розрахунковими моделями основи.
Підбір поперечного перерізу балок проводять в основному з умови сприйняття згинального моменту (за нормальними напруженнями). Крім того, переріз перевіряють на дію поперечної сили (дотичних напружень) і головного напруження.
В окремих випадках розраховують балки на стійкість.